# Ivan Drač
Ivan Drač (ukr. Іван Федорович Драч); (Ukrajina, Teližinci, 17. listopada 1936.); je ukrajinski pjesnik, scenarist, književni kritičar, prevoditelj, politički aktivist i disident u Sovjetskoj Ukrajini. Drač je odigrao važnu ulogu tijekom 1980.-tih pri uspostavljanju demokratskog pokreta Ruh Ukrajine, a prethodno je bio aktivan u formiranju Ukrajinske helsinške grupe. 
Spada među vodeće ukrajinske intelektualce, posebno je istaknut u zaštiti ukrajinskog jezika, a 2006. godine nagrađen je visokom počasnom titulom «Heroj Ukrajine». Ivan Drač nekoliko je puta bio gost u Hrvatskoj, posebno dobro surađuje s ukrajinskom dijsporom u Hrvatskoj te članovima Hrvatsko-ukrajinskog društva. Jedno razdoblje Drač je bio predsjednik Kongresa Ukrajinske Inteligencije.

## Autorove pjesme
- Soniashnyk (Suncokret, 1962.)
- Balady budniv (Svakodnevne balade, 1967.)
- Do dzherel (Do izvora, 1972.)
- Korin’ i krona (Korijen i kruna, 1974.)
- Kyïvs’ke nebo (Kijevsko nebo, 1976.)
- Duma pro vchytelia (Misao o učitelju, 1977.)
- Soniashnyi feniks (Sunčani feniks, 1978.)
- Sontse i slovo (Sunce i slovo, 1979.)
- Telizhentsi (1985), Khram sontsia (Hram Sunca, 1988.)
- Lyst do kalyny (List do kaline, 1990.)
- Vohon’ iz popelu (Vatra iz pepela, 1995.)

## Vanjske poveznice
- Ivan Drač, biografija (eng.)
- Poezija Ivana Drača (ukr.)
- Ivan Drač na stranicama za kulturu (ukr.)